# Franco Bottari
Franco Bottari (* 1925 in Caserta; † 4. Januar 1988) war ein italienischer Bühnenbildner, Filmregisseur und Drehbuchautor.

## Leben
Bottari begann 1959 beim Film als Dekorateur und wirkte ab 1963 intensiv als Bühnen- und Kostümbildner an zahlreichen Produktionen des italienischen Kinos mit; meist wurde er für Genrefilme verpflichtet. Gelegentlich arbeitete er auch an Drehbüchern und inszenierte 1972 seinen ersten Film als Regisseur, den kaum in den Verleih gelangten, sich mit Terrorismus auseinandersetzenden Guernica. Zwei andere Filme unter Bottaris Regie, 1978 und 1979 entstanden, sind Erotikkomödien, die keine besondere Aufmerksamkeit erhielten.

## Filmografie (Auswahl)
Regie
- 1972: Guernica
- 1978: Voglia di donna
- 1979: Ein junges Mädchen weiß zuviel (La vedova del trullo)